# Nobody's Smiling
Nobody's Smiling è il decimo album discografico in studio del rapper statunitense Common, pubblicato nel luglio 2014.

## Tracce
1. The Neighborhood (feat. Lil Herb & Cocaine 80s) – 3:58
2. No Fear – 3:12
3. Diamonds (feat. Big Sean) – 3:53
4. Blak Majik (feat. Jhené Aiko) – 3:19
5. Speak My Piece – 3:51
6. Hustle Harder (feat. Snoh Aalegra & Dreezy) – 3:58
7. Nobody’s Smiling (feat. Malik Yusef) – 4:16
8. Real (feat. Elijah Blake) – 3:22
9. Kingdom (feat. Vince Staples) – 6:32
10. Rewind That – 5:21

## Classifiche
| Classifica (2014)           | Posizione raggiunta |
| --------------------------- | ------------------- |
| Stati Uniti (Billboard 200) | 6                   |